# Tuzlanska županija
Tuzlanska županija (boš. Tuzlanski kanton) je treća od ukupno deset županija u Federaciji Bosne i Hercegovine. Nalazi se u sjeveroistočnom dijelu Bosne i Hercegovine, a županijsko središte je grad Tuzla.
Službeni naziv županije na bošnjačkom jeziku je Tuzlanski kanton, a kod Hrvata Bosne i Hercegovine osim pod nazivom Tuzlanska županija, također je poznata i pod imenom Županija Soli tj. Županija Soli Tuzla (Soli su povijesni naziv za širu oblast oko Tuzle).
Od 1994. do 1999. godine županija se na hrvatskome službeno zvala Tuzlansko-podrinjska veležupa (boš. Tuzlansko-podrinjski kanton, srp. Тузланско-подрињски кантон ). 1994. godine objavljen je u službenom glasilu županijski ustavni zakon i poslovnik o radu županijske skupštine (br. 1), zakon o vladi (br. 2), zakon o pečatu i zakon o ministarstvima (br. 3)

## Zemljopis
Tuzlanska županija zauzima površinu od 2.908 km2, odnosno 11,1% teritorije Federacije Bosne i Hercegovine ili 5,7°/ teritorije Bosne i Hercegovine.

## Administrativna podjela
Sjedište županije nalazi se u Tuzli. 
Županija obuhvaća dvanaest općina:
| - Banovići - Čelić - Doboj Istok - Gračanica - Gradačac - Kalesija - Kladanj |  | - Lukavac - Sapna - Srebrenik - Teočak - Tuzla - Živinice |  |  |

## Stanovništvo
Prema procjenama iz 1996. godine, na ovom području živi 611.500 stanovnika, od toga je 35% raseljenih i prognanih lica. Brojem stanovnika u Federaciji Bosne i Hercegovine Tuzlanska županija participira s 26,2%. Na području bivše Tuzlanske regije, prema popisu iz 1991.godine, živio je 949.621 stanovnik, od toga: 525.427 Muslimana (55,33%), 268.581 Srba (28,28%), 83.320 Hrvata (8,78%) i 72.293 stanovnika koji su se izjasnili kao ostali ili (7,61 %). Danas na prostoru županije, poslije svih demografskih pomjeranja izazvanih agresijom, Bošnjaci čine oko 90% stanovništva.

## Povijest
Područje Županije Soli bilo je naseljeno još u starijem kamenom dobu. Arheološki nalazi iz tog vremena su Barice kod Gornje Orahovice, Krčevine kod Brijesnice, gravure u Djevojačkoj pećini u Brateljevićima kod Kladnja, Makljenovac kod Doboja, kamen kod ušća Usore u Bosnu i dr.
Mlađe kameno doba predstavlja nekoliko lokaliteta naselja u Gornjoj Tuzli, u Tuzli, Korića Hanu kod Gradačca. Sva su pripadala kulturnoj skupini Vinče. U ove krajeve doseljavaju Iliri i Kelti. U tim vremenima ovaj dio Bosne relativno je dobro nastanjen. Tragovi naselja su kod Gornje Tuzle, Gračanice i Lukavca. Važnošću se ističu gradinska naselja koja su podignuta iz obrambenih razloga na uzvisinama. Kelti su ovamo donijeli kulturu mlađeg kamenog doba. Smatra se da su dali imena rijekama Savi, Spreči i Majevici. Iliri su ostavili trajna kulturna obilježja. Od Ilira su imena rijekama Bosni, Jadrini i dr. Polovicom 4. st. pr. Kr. pojavljuju se germanska plemena. Antika u ove krajeve dolazi s Rimljanima.
Sporazumom potpisanim u Washingtonu (1994.) između predstavnika bošnjačkog i hrvatskog naroda konstituirana je Federacija Bosne i Hercegovine kao Federacija županija. Po Ustavu Federacije županije su administrativno-teritorijalne jedinice s velikim stupnjem samouprave. Jedna od županija u Federaciji Bosne i Hercegovine je i Tuzlanska županija. S obzirom na promjene do kojih je došlo agresijom na Republiku Bosnu i Hercegovinu i unutarnjom reorganizacijom Bosne i Hercegovine (Daytonski sporazum, 1995.) na dva administrativno-pravna entiteta: Federaciju Bosne i Hercegovine i Republiku Srpsku, Tuzlanska županija formirana je na dijelovima nekadašnje oblasti sjeveroistočne Bosne, odnosno Tuzlanskog okruga. Prema odredbama Daytonskog sporazuma područje Tuzlanske županije je teritorijalno zaokruženo cjelinom ili dijelovima trinaest općina: Banovići, Doboj Istok, Gradačac, Gračanica, Kladanj, Kalesija, Čelić, Lukavac, Srebrenik, Teočak, Sapna, Živinice i Tuzla. Nove, u ratu formirane, općine su: Čelić, Teočak, Sapna i Doboj-Istok. One su formirane na područjima koja su pripala Federaciji Bosne i Hercegovine od dijelova bivših općina: Doboj, Lopare, Ugljevik i Zvornik, koje su Daytonskim sporazumom dodijeljene Republici Srpskoj. Samo su općine Banovići, Srebrenik i Živinice ostale u svojim ranijim granicama, dok su od svih drugih općina dijelovi pripojeni Republici Srpskoj. Tako je Tuzlanska županija, smanjena u odnosu na stari okrug i odvojena od svojih prirodnih granica, rijeka Drine i Save, preko kojih je imala izlaz na istok i sjever. Time je jedna zemljopisna, privredna, infrastrukturna, ekološka i demografska cjelina poremećena.

## Politika
Županijska organizacija HDZ BiH Županije Soli Tuzla obuhvaća organizacijske odbore u Tuzli, gdje je sjedište, u Banovićima, Drijenči-Ćelićima, Gradačcu, Srebreniku i Živinicama (Lukavcu).

## Gospodarstvo
Rudarstvo i kemijska industrija. 

## Kultura
Tradicionalna narodna glazba sjeveroistočne Bosne, često nazivana izvorna glazba vrlo je slabo istražena i poznata u glazbenoj struci i znanosti, kako etnološki, tako i kulturološki i etnomuzikološko. Svojstvo joj je dvoglasno pjevanje u kojem drugi glas nešto zaostaje za prvim.  Obično glazbenu pratnju čine dvije violine i šargija. Tradicijski je u svezi sa seoskim sredinama i obilježje je svih triju naroda sjeveroistočne Bosne: Hrvata, Srba i Bošnjaka. Nematerijalna je baština. Zavod za zaštitu i korištenje kulturno-povijesne i prirodne baštine Županije Soli već nekoliko godina izvornu glazbu kao jednu od najvažnijih vrsta te baštine, a u sklopu evidentiranja i istraživanja najvažnijih vrsta nematerijalne baštine. Izvode ju izvorne skupine Raspjevane meraklije, Braća Dejanović, Odjek Lipnice (Mićo i Danijela), Odjek Vukovija, Izvorna grupa "Đerze", Izvorna grupa "Tradicija", Zvuci bosanskog ...
Ekonomski razvitak i elektrifikacija zahvatila je svu seosku sredinu krajem šezdesetih godina, pa su se masovniju pojavili radija i gramofoni i s njima i gramofonske ploče. Izvorna narodna glazbena tradicija sjeveroistočne Bosne tad doživljava preporod. Prijelomna je 1969. godina, kad su snimljene ploče "izvorne glazbe" s nekim danas kultnim pjesmama: “Kad Ibro pođe zemlju da brani”, “Kad zapjeva Ilija i Marko”, “Kalesijo, puna si mi cvijeća”, “Kad zapjeva
Šimo i Ivica”. Sastavi su Kalesijska trojka, Braća Begići, Braća Babajići, trojac iz okoline Živinica Šimo Žepić, Ivo Grgić i Muhamed Borogovac. Početak 70-ih više izvornih skupina i pojedinaca s područja Srebrenika snima ploče: Muhamed Beganović, Zahirovići, Srebrnička trojka, Tursunovići, Jašarevići, Grupa iz Čekanića, izvorna grupa Đemići iz Tutnjevca kod Srebrenika.

## Vanjske poveznice
- Tuzlanski kanton  Arhivirana inačica izvorne stranice od 24. rujna 2011. (Wayback Machine)